# Some Boy (film 1917)
Some Boy (o Some Boy!) è un film muto del 1917 diretto da Otis Turner. Prodotto e distribuito dalla Fox Film Corporation, aveva come interpreti George Walsh, Doris Pawn, Herschel Mayall.

## Trama
Espulso dall'università, Joyous Johnson trova lavoro come agente pubblicitario per l'Hotel Coronado. Vi incontra Marjorie Milbank, un'abile imprenditrice che si trova in città per discutere della vendita del suo ranch in Texas proprio con il padre di Joyous. Johnson padre, a insaputa del figlio, vuole infatti comperare a tutti i costi il ranch perché ne ha bisogno per mantenere in attivo il proprio giro di affari, ma si scontra con Marjorie che rifiuta di vendere. Nel frattempo, Joyous si dà da fare per pubblicizzare l'albergo. Volendo arrivare alla stampa, inscena un furto sottraendo dalla stanza di Marjorie una preziosa collana di diamanti. Il gestore dell'hotel, però, lo avvisa che la pubblicità negativa sta invece danneggiando l'albergo. Per rimediare, Joyous si traveste da donna cercando di restituire il gioiello, ma il suo tentativo non ha successo. Marjorie se ne va senza collana, pronta a ritornare in Texas. Joyous, allora, finisce per confessarle il furto. Con sua sorpresa, Marjorie non solo non lo denuncia, ma lo assume per gestire il ranch. Joyous fa così bene il proprio lavoro che mette i bastoni tra le ruote alle manovre di acquisizione del ranch di suo padre. Quest'ultimo, colpito dall'abilità del figlio, non se la prende né con lui né con Marjorie, contento di vedere che il suo ragazzo ha trovato la strada giusta e la donna giusta per lui.

## Produzione
Il film fu prodotto dalla Fox Film Corporation.

## Distribuzione
Il copyright del film, richiesto da William Fox, fu registrato il 17 giugno 1917 con il numero LP10953. La presentazione del copyright per questo film indica il nome di William Parker come soggettista e il nome di Otis Turner quale sceneggiatore, anche se tutte le altre fonti riportino come sceneggiatore il nome del solo Parker.

Distribuito dalla Fox Film Corporation, il film uscì nelle sale cinematografiche statunitensi il 17 giugno 1917. In Svezia, prese il titolo Den mystiska damen.
Non si conoscono copie ancora esistenti della pellicola che viene considerata presumibilmente perduta.